# Manu Ríos
Manuel Ríos Fernández (ur. 17 grudnia 1998 w Calzada de Calatrava) – hiszpański aktor, piosenkarz, model i influencer, najbardziej znany ze swojej roli Patricka Blanco w serialu Szkoła dla elity. Pracuje w przemyśle rozrywkowym od dziewiątego roku życia.

## Życiorys
Urodził się 17 grudnia 1998 w Calzada de Calatrava, małym miasteczku w prowincji Ciudad Real. Pasjonując się śpiewem, tańcem i aktorstwem, zadebiutował w telewizji w wieku 9 lat, kiedy został obsadzony w Cantando en familia, programie reality show z Kastylii-La Manchy. W następnym roku wziął udział w hiszpańskim talent show ¡Tu sí que vales!. Wtedy również nagrywał covery piosenek i wstawiał je na serwis Youtube, dzięki czemu zyskał przydomek "hiszpański Justin Bieber". Tańczył balet klasyczny, street dance i wygrał Mistrzostwa Hiszpanii w tańcu hip-hop, jako członek zespołu tanecznego Sweet Babies. Wziął udział w przedstawieniu teatralnym Nędznicy.
Wkroczył do świata mody dzięki serwisowi Tumblr, przez co firmy takie jak Dior i Pull and Bear były zainteresowane współpracą. Wystąpił na wybiegach w Madrycie, Barcelonie, Mediolanie, Amsterdamie, Pekinie i Los Angeles. W 2020 roku został hiszpańskim influencerem z największą liczbą obserwatorów na portalu społecznościowym Instagram, gdzie zgromadził ponad 7 milionów obserwujących.
Zadebiutował na ekranie w 2002 roku w filmie ¿Dónde está?. Powrócił do aktorstwa w 2014 roku, gdy zagrał w serialu Chiringuito de Pepe. W 2021 roku odegrał jedną z głównych ról w serialu Szkoła dla Elity.

## Filmografia
| Rok       | Tytuł               | Rola           |
| --------- | ------------------- | -------------- |
| 2002      | ¿Dónde está?        |                |
| 2014      | Chiringuito de Pepe | Mauri          |
| 2021–2022 | Szkoła dla elity    | Patrick Blanco |